# Mühlhausen (okręg administracyjny Stuttgartu)
Mühlhausen, Stuttgart-Mühlhausen – okręg administracyjny (Stadtbezirk) w Stuttgarcie, w kraju związkowym Badenia-Wirtembergia. Liczy 25 209 mieszkańców (31 grudnia 2011) i ma powierzchnię 9,12 km².